# 王云龙 (1945年)
王云龙（1945年1月—），男，山西平遥人，中华人民共和国政治人物，曾经担任太原市和重庆市以及全国人大机关的主要领导。中共第十四屆、十五屆中央候補委員，第十六屆中央委員。第十一屆全國人大常委會委員。

## 生平

### 求学经历
1964年考入北京工业学院航空工程系弹道式导弹设计与制造专业，太原流传他与邓楠同学并不準確。1966年大学二年级时就赶上文革，实际读书时间不到两年，1968年12月毕业。

### 文革时期
北京工学院是国防系统学校，1968年12月王云龙在山西省长治市的一家兵工厂-金星化工厂开始工作。1971年2月被抽调到长治市第二工业局办公室当干事。
邢台大地震和海城地震期间，周恩来总理和纪登奎要求各地加强地震台网建设，王云龙是準军校毕业，政治上可靠，所以1974年4月调入山西省地震队办公室干事，不久担任地震局副处长兼党支部副书记。

### 踏入仕途
1983年胡耀邦大力提倡干部队伍年轻化、专业化、革命化、知识化，王云龙出身好，是局里少有的本科大学生，符合四化要求。王云龙1983年5月出任山西省地震局副局长时才38岁，是当时山西省非共青团系统最年轻的局级干部，只有张维庆1982年任团省委书记时比他年轻。两人和次年32岁出任共青团山西省委副书记，1985年任共青团山西省委书记、党组书记的金银焕被认为是山西政坛的“希望之星”。

### 出掌太原
1985年8月与吴达才搭班子接任陈惠波的山西省科委副主任。吴达才不久就任山西省人民政府副省长，时系四位副省长之一。王云龙遂于1989年4月任山西省科委主任，并且被列入省级干部预备班子。时值晋城市升格为地级市不久，王云龙于1991年1月接任中共山西省晋城市委书记以便为下一级提拔补充经历。1992年4月，省委书记王茂林决定调整中共太原市委班子。王云龙接替孙英为中共山西省委常委，中共太原市委书记。王云龙又成为山西省最年轻的省委常委。
随后在1992年十四大上，王云龙当选中央候補委員。此时经过中央机构精简，各地副省长职数已达七，八名，所以副省长地位其实下降。王云龙得以候补中委成为山西第三号领导，另外一名候补中委刘泽民排第四。
1993年王茂林被中共中央调离，省长胡富国升任。王云龙成为省长的顺位候选，但是中央调来孙文盛。王云龙只能留任市委书记，不久就被省委常委刘泽民超越。
1996年2月在中共山西省七届一次全会上当选为中共山西省委常委、副书记，但是排名在刘泽民之后。刘泽民分管党务，王云龙只负责精神文明建设。

### 重慶市第一屆人大常委會主任
1997年6月18日重慶直轄市成立，王雲龍出任中共重慶市委副書記、重慶市第一屆人大常委會主任。时年52岁，成为中国当时最年轻的省级人大主任（专职），这个纪录目前也没有人打破。
王云龙再次以候补中委成为重庆第三号领导，但是很快重演了他在山西的经历。市委书记张德邻和市长蒲海清不和，中央只好于1999年6，9月将二人双双调走。王云龙顺位候选又被跳过，贺国强于1999年9月出任市委书记，包叙定1999年6月出任市长。而且就像当年的胡富国一样，贺国强同样向中央建议调走王云龙。
黄镇东于2002年10月接替在中共十六大升任中共中央政治局委员的贺国强时，中央已经规定省级人大主任由非政治局委员的书记兼任。黄镇东未能当选十六大政治局委员，就势将兼任人大主任。

### 仕途终点
王云龙只能离开重庆，2002年10月被安排全國人大常委會副秘書長兼机关党委书记，主持全國人大常委會機關日常工作时也只有57岁，离正部级退休年龄应该还有8年。但是2005年12月29日十届全国人大常委会第十九次会议任命王万宾为全國人大常委會副秘書長兼机关党委书记。王云龙被免职后被任命為以安排退居二线领导为主的全國人大農業與農村委員會副主任委員。王云龙在60岁时又成为最年轻的正部级人大農業與農村委員會副主任委員，仕途从此划上句点。2008年3月任第十一屆全國人大農業與農村委員會主任委員。2013年3月任第十二届全国人民代表大会环境与资源保护委员会副主任委员。